# Plavac (kamen)
Plavac je laka, bijela, crna ili siva, izvanredno šuplja i spužvasta stijena vulkanskog porijekla, kiselog ili srednjekiselog sastava čija je gustoća zbog mjehuraste strukture manja nego od vode. Mjehurasta piroklastično ekstruzivna magmatska stijena sadrži riolit, trahit i fonolit.

## Svojstva
Plavac kao ekstruzivna stijena nastaje pri erupciji vulkana pri čemu dolazi do naglog izbačaja pregrijane magmatske stijene koja je bila pod ekstremnim pritiskom. Neobična pjenasta struktura je rezultat istovremenog naglog hlađenja i naglog pada pritiska. Nagli pad pritiska stvara mjehuriće tako što umanjuje topljivost plinova (uključujući i vodu i CO2) koji se nalaze u lavi, što uzrokuje izbijanje mjehurića iz stijene (slično mjehurićima CO2 koji nastaju kada se naglo otvori boca s gaziranim napitkom). Lava se brzo stvrdnjava, a mjehurići ostaju zarobljeni unutar stijene.
Plavac je zbog načina nastanka vrlo lagan i ponekad se rabi za proizvodnju laganih betona. Ako se erupcija u kojoj nastaje dogodi pod vodom, zbog činjenice što plavac pluta na vodi, ponekad radi velike smetnje trgovačkim brodovima time što u velikim količinama pluta na uobičajenim trgovačkim rutama.

## Vanjske poveznice
- NSW to become the pumiced land  Arhivirana inačica izvorne stranice od 31. svibnja 2010. (Wayback Machine) Retrieved 2007-01-28.